# Val di Nizza
Val di Nizza es una comune italiana situada en la provincia de Pavía, región de Lombardía. Tiene una población estimada, a fines de diciembre de 2021, de 575 habitantes.

## Evolución demográfica
| Gráfica de evolución demográfica de Val di Nizza entre 1861 y 2021 |
|                                                                    |
| Fuente ISTAT - elaboración gráfica de Wikipedia                    |